# 左云县
左云县是中国山西省大同市所辖的一个县。总面积为1314平方公里。縣人民政府駐雲興鎮西大街119號。

## 行政区划
左云县下辖3个镇、5个乡：
云兴镇、鹊儿山镇、店湾镇、管家堡乡、张家场乡、三屯乡、马道头乡和小京庄乡。

## 人口
根据(山西省)大同市第七次全国人口普查公报显示：左云县常住人口为117943人。

## 交通
- 109国道过境。